# Divača
Divača este o localitate din comuna Divača, Slovenia, cu o populație de 1.333 de locuitori.